# Pyrgopsella annandalei
Pyrgopsella annandalei is een zeepokkensoort uit de familie van de Pyrgomatidae. De wetenschappelijke naam van de soort is voor het eerst geldig gepubliceerd in 1907 door Gruvel.